# فلاسك (إطار عمل ويب)
فلاسك (بالإنجليزية: Flask)‏ هو إطار ويب مصغر مكتوب بلغة بايثون ومبني على أدوات Werkzeug ومحرك القوالب Jinja2. مرخص تحت ترخصة بي إس دي.
أحدث نسخة مستقرة من فلاسك 0.12.2 التي أصدرت في أيار 2017. بعض التطبيقات التي تستخدم فلاسك: بنترست، لينكد إن، وموقع مجتمع فلاسك.
يسمى فلاسك بإطار مصغر لأنه لا يتطلب أي أدوات أو مكتبات بشكل خاص. إنه لا يملك طبقة تجريد قاعدة البيانات، متحقق من صحة استمارات التسجيل، أو أي مكونات أخرى ولكن يوجد مكتبات طرف ثالث توفر أمور مشابهة. على أي حال، فلاسك يدعم الإضافات التي يمكنها إضافة ميزات للتطبيق كما لو كانت مضمنة في فلاسك. يوجد إضافات لمطابقة ذات علاقات كائنية، التحقق من استمارات التسجيل، التعامل مع الرفع، مختلف تقنيات المصادقة المفتوحة وعدة أدوات متعلقة بأطر العمل. يتم تحديث هذه الإضافات بانتظام أكثر من نواة الإطار فلاسك.

## تاريخ
في 2004، تم إنشاء بوكو كمجموعة عالمية من هواة بايثون.

تم إنشاء فلاسك من قبل أرمين روناشر من مجموعة بوكو:
«بدأ فلاسك ككذبة أبريل ولكنه حصل على شعبية كافية لجعله تطبيق جاد.»
فلاسك مبني على ادوات Werkzeug ومحرك القوالب Jinja2، كلاهما مشروعان بوكو تم إنشاءهما عندما قام روناشر وجورج براندل ببناء نظام لوحات مكتوب ببايثون.
على الرغم من عدم وجود إصدار رئيسي، أصبح فلاسك شعبيًّا جداً بين هواة بايثون. وفي منتصف عام 2016، كان أكثر أطر عمل تطوير الويب شعبيةً على غيت هاب.

## الميزات
- يحتوي على خادم تطوير ومصحح أخطاء
- الدعم كامل لاختبار وحدة
- إرسال طلب RESTful
- يستخدم قوالب Jinja2
- دعم تأمين ملفات تعريف الارتباط (جلسات جهة الخادم)
- متوافق مع WSGI 1.0
- يستخدم يونيكود
- توثيق شامل
- متوافق مع محرك تطبيقات جوجل
- إضافات متوفر لتوفير الميزات المطلوبة

## مثال
الشيفرة التالية تظهر تطبيق ويب بسيط يطبع عبارة «أهلا بالعالم!»:
```
from
 
flask
 
import
 
Flask

app
 
=
 
Flask
(
__name__
)

@app
.
route
(
"/"
)

def
 
hello
():

    
return
 
"Hello World!"

if
 
__name__
 
==
 
"__main__"
:

    
app
.
run
()

```

## روابط خارجية
- فلاسك على موقع Open Hub (الإنجليزية)
- توثيقات فلاسك
- فلاسك على غيت هاب
- فلاسك على PyPI
- تعريب تطبيق فلاسك